# 인간의 조건 (한나 아렌트)
《인간의 조건》(영어: The Human Condition)은 독일 출신의 정치 이론가인 한나 아렌트가 그녀의 삶을 통하여 겪었던 것들을 서양의 역사에 비추어 본 '인간의 행동들'을 이해한 내용을 소개하고 있는 저서이다. 1958년에 미국 시카고 대학교 출판사에서 최초로 출판되었다. 그녀는 '활동적인 삶'과 '명상적인 삶'을 대조시켰으며, 그 둘 사이의 논쟁을 통해서 '활동적인 삶'의 중요성을 잃어버린 것을 파헤치고 있다.  또한, 그녀는 노동, 일과 행동으로 활동을 나누어서 서양 역사에서 어떻게 변화를 겪었는지도 소개하고 있다. 
아렌트는 이 책을 스스로 평가하면서 자신의 다른 저서들을 읽기 전에 읽어야 할 하나의 서문처럼 여긴다고 말하였다. 그녀는 '과연 우리는 무엇을 지금 하고 있는가'에 대한 질문을 던지면서, 가장 최근의 경험들과 가장 최근의 공포심의 유리한 지점들로부터 인간의 조건을 재조명하기를 제안한다. 

## 구성

### 인간의 조건
아렌트는 '활동적인 삶'과 '명상적인 삶으로 삶을 나뉘어 보았으며, 고대 철학자들이 '명상하는 삶'을 '활동하는 삶'보다 더 중시한 것을 지적하였다.  반면에 카를 마르크스는 '활동적인 삶'을 '명상하는 삶'보다 더 중시하였는데, 이 것에 대하여 한나 아렌트는 '활동적인 삶'이 '명상적인 삶'보다 결코 상대적으로 높거나 낮은 것이 아닌 것임을 주장하였다. 

### 공적인 영역과 사적인 영역
아렌트는 공적인 영역에 대하여 생물학적인 요구를 충족시키기 위해 자유를 추구할 수 있는 영역이며, 구성원은 탁월한 말과 행실로 각자 구별한다고 주장한다.  노예나 주인에게 소유된 여인들은 사적인 영역에 감금되어 있다고 하였으며, 공적인 영역은 본성적으로 사적인 영역보다 더 높은 위치에 있다고 주장하였다.

### 노동
아렌트는 노동(labor)과 일(work)의 구분이 많은 유럽국가들의 언어에서 구별되었지만, 철학자들에 의해 무시되었다고 주장하였다. 노동은 끝이 없이 사라지는 데, 그것은 인간의 요구는 절대로 만족되지 않기 때문이다.

### 일(작업)
일은 노동과 달리, 시작과 끝이 있다. 일은 모든 과정을 포함한다. 그녀는 일하는 자(worker)로 묘사하는 것이 모든 것을 목적을 위해 잠재적 수단으로 여기도록 만든다고 주장하였다. 

### 행위(행동)
행위는 정치적인 단체에서 봉사하여 역사적으로 기념적인 일에 참여하는 것을 말한다.  노동과 일에 비해 (정치적) 행위만이 삶에서 인간의 조건과 가장 친밀한 관계에 있는 것으로 보았다.  

## 참고한 인물 및 사건들
- 에르빈 슈뢰딩거
- 창세기 1:27 창조에서 남자와 여자의 관계
- 아우구스티누스의 신국론 : 창조에서 동물과 인간의 구별
- 아우구스티누스의 고백록 (아우구스티누스) : 인류적인 질문. 나는 누구인가?
- 플라톤의 정치 철학, 아리스토텔레스의 정치학, 토마스 아퀴나스의 신학 대전
- 장자크 루소